# 疏花木蓝
疏花木蓝（学名：Indigofera chuniana）为豆科木蓝属下的一个种。

## 扩展阅读
- 維基物種上的相關：疏花木蓝